# Eyes (canción de Donna Summer)
«Eyes» (en español: «Ojos») es el tercer y último sencillo del álbum Cats Without Claws de la cantante Donna Summer, siendo el primer y único lanzado en 1985. Tuvo poco éxito, alcanzó el puesto #97 en el UK Singles Chart.

## Sencillos
- GER 12" sencillo (1985) Warner Bros. 259 103-0[1]

1. «Eyes» (Extended Mix) - 6:58
2. «It's Not the Way» - 4:22

- UK 12" sencillo (1984) WEA International Inc. U 9103 T[2]

1. «Eyes» (Extended Mix) - 6:58
2. «I'm Free» - 6:18
3. «It's Not the Way» - 4:22

- UK 7" sencillo (1984) Warner Bros. U 9103[3]

1. «Eyes» (Edit) - 3:45
2. «It's Not the Way»

- GER 7" sencillo (1984) Warner Bros. / WEA Musik GmbH 259 103-7[4]

1. «Eyes» - 3:45
2. «It's Not the Way» - 4:22

## Listas
| Lista/País (1985) | Posición más alta | Período  |
| ----------------- | ----------------- | -------- |
| UK Singles Chart  | 97                | 1 semana |